# Police - kanały
Police - kanały este o arie protejată (sit de importanță comunitară — SCI) din Polonia întinsă pe o suprafață de 112,14 ha, integral pe uscat.

## Localizare
Centrul sitului Police - kanały este situat la coordonatele 53°33′38″N 14°32′53″E / 53.5605°N 14.548°E.

## Înființare
Situl Police - kanały a fost declarat sit de importanță comunitară în aprilie 2004 pentru a proteja 3 specii de animale.

## Biodiversitate
Situată în ecoregiunea continentală, aria protejată nu include niciun habitat protejat.
La baza desemnării sitului se află mai multe specii protejate de  mamifere (3): liliac cârn (Barbastella barbastellus), liliac de iaz (Myotis dasycneme), liliac comun (Myotis myotis).
Pe lângă speciile protejate, pe teritoriul sitului au mai fost identificate 6 specii de mamifere.